# Saint-Martin-d’Oydes
Saint-Martin-d’Oydes település Franciaországban, Ariège megyében. Lakosainak száma 251 fő (2022. január 1.). Saint-Martin-d’Oydes Artigat, Durfort, Esplas, Lescousse, Saint-Michel és Unzent községekkel határos.

## Népesség
A település népessége az elmúlt években az alábbi módon változott:
| Lakosok száma | 310  | 218  | 195  | 248  | 266  | 243  | 226  | 220  | 230  | 251  |
|               | 1968 | 1982 | 1990 | 2006 | 2013 | 2015 | 2017 | 2019 | 2020 | 2022 |